# Octavio Mangabeira
Otávio Mangabeira (Salvador 27 de agosto de 1886 –  Rio de Janeiro 29 de noviembre de 1960) fue un político, ingeniero y poeta brasilero.

## Biografía

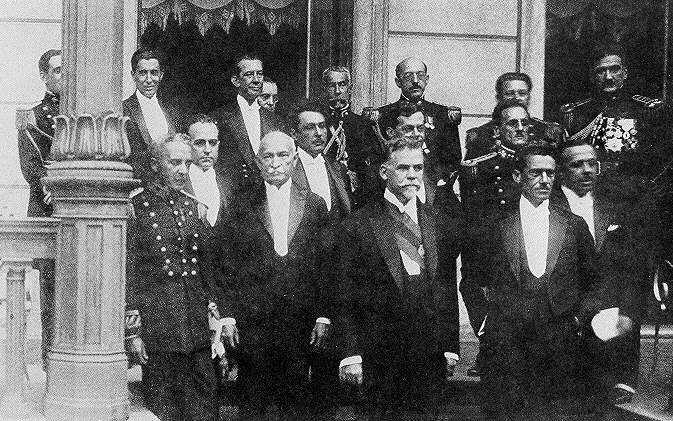
Otávio Mangabeira, segundo desde la derecha, juramenta como Ministro de Relaciones Exteriores en el Gobierno de Washington Luís, en 1926.

Nacido en Salvador. Fue hijo de Francisco Cavalcanti Mangabeira y de Augusta Mangabeira. 
Graduado como ingeniero civil de la actual Universidad Federal de Bahía. Fue miembro del consejo municipal de Salvador, Diputado federal en varios periodos.
Durante el gobierno de Washington Luís fue ministro de Relaciones Exteriores, hasta la Revolución brasileña de 1930. Mangabeira partió al exilio. Se exilio en Europa y luego en New York.
Fue elegido diputado federal en 1946, y gobernador del Estado de Bahía en 1947, finalmente fue Senador, muriendo en ese cargo.
Fue miembro de la Academia Brasileña de Letras.

## Familia
Entre sus hermanos se encontraban el médico y poeta Francisco Mangabeira y el político João Mangabeira. Fue padre de la crítica de arte y feminista Edyla Mangabeira Unger, y abuelo del político y filósofo Roberto Mangabeira Unger.

## Homenajes
- Estadio Octávio Mangabeira
- Avenida Octávio Magabeira